# Вайола (Канзас)
Вайола (англ. Viola) — місто (англ. city) в США, в окрузі Седжвік штату Канзас. Населення — 115 осіб (2020).

## Географія
Вайола розташована за координатами 37°28′58″ пн. ш. 97°38′40″ зх. д. / 37.48278° пн. ш. 97.64444° зх. д. (37.482872, -97.644408).  За даними Бюро перепису населення США в 2010 році місто мало площу 0,42 км², уся площа — суходіл.

## Демографія
Згідно з переписом 2010 року, у місті мешкало 130 осіб у 51 домогосподарстві у складі 37 родин. Густота населення становила 307 осіб/км².  Було 64 помешкання (151/км²).
Расовий склад населення:
| - 91,5 % — білих - 1,5 % — корінних американців - 1,5 % — чорних або афроамериканців - 1,5 % — осіб інших рас |

До двох чи більше рас належало 3,8 %. Частка іспаномовних становила 8,5 % від усіх жителів.
За віковим діапазоном населення розподілялося таким чином: 23,8 % — особи молодші 18 років, 58,5 % — особи у віці 18—64 років, 17,7 % — особи у віці 65 років та старші. Медіана віку мешканця становила 38,7 року. На 100 осіб жіночої статі у місті припадало 103,1 чоловіків;  на 100 жінок у віці від 18 років та старших — 106,2 чоловіків також старших 18 років.
Середній дохід на одне домашнє господарство  становив 60 045 доларів США (медіана — 55 000), а середній дохід на одну сім'ю — 67 776 доларів (медіана — 62 083). Медіана доходів становила 50 938 доларів для чоловіків та 25 208 доларів для жінок. За межею бідності перебувало 3,1 % осіб, у тому числі 4,2 % дітей у віці до 18 років та 7,1 % осіб у віці 65 років та старших.
Цивільне працевлаштоване населення становило 70 осіб. Основні галузі зайнятості: виробництво — 32,9 %, освіта, охорона здоров'я та соціальна допомога — 22,9 %, мистецтво, розваги та відпочинок — 20,0 %.